# Lipiny (Raszówka)
Lipiny (niem. Krummlinde)  – zniesiona miejscowość, obecnie w granicach wsi Raszówka w Polsce, położona w województwie dolnośląskim, w powiecie lubińskim, w gminie Lubin. Stanowiła wschodnią część współczesnej miejscowości.
Po II wojnie światowej Lipiny  stanowiły gromadę (sołectwo) w gminie Miłoradzice w powiecie lubińskim. W 1954 Lipiny weszły w skład nowo utworzonej  gromady Lipiny, której zostały siedzibą. Od 1 stycznia w gminie Lubin.
1 stycznia 1992 roku nazwę Lipiny zniesiono, stając się częścią Raszówki